# Шишов Віталій Васильович
Віталій Васильович Шишов (нар. 1995, Білорусь — 3 серпня 2021, Київ, Україна) — білоруський громадський діяч, голова ГО «Білоруський дім в Україні». 3 серпня 2021 року зник і згодом був знайденим повішеним у Святошинському лісопарку в Києві поблизу місця проживання.

## Із життєпису
Народився у 1995 році, мешкав у м. Речиця Гомельської області Білорусі.
У Києві він проживав у Святошинському районі на вулиці Українського відродження, поруч з житловим комплексом «Чайка».

## Політична діяльність
Восени 2020 року, після початку протестів у Білорусі, разом зі своєю дівчиною, Боженою Жолудь, втікаючи від переслідувань, переїхав до Києва, де заснував ГО «Білоруський дім в Україні». Займався підтримкою біженців з Білорусі, критикував режим Лукашенка.
У лютому 2021 року, взяв участь у марафоні свободи довжиною 2334 м. Це символічна відстань, адже за статтею «23.34» понад 35 тис. білорусів засудили за участь у мирних протестах. Окрім того, Шишов створив у російському месенджері Telegram канал «Тихари на экспорт». Там він публікував інформацію про працівників білоруських спецслужб, що працюють на режим Лукашенка за кордоном, зокрема й в Україні.

## Загибель і розслідування
2 серпня 2021 року Шишов зник у Києві, під час ранкової пробіжки. 3 серпня його тіло знайшли у Святошинському лісопарку повішеним, зі слідами побиття на обличчі, здертою шкірою на носі, коліні та грудях. Розпочали досудове розслідування. За інформацією знайомих та колег Віталія, за ним давно велося стеження в Києві, про це неодноразово повідомляли українським поліціянтам. У відповідь глава НПУ Ігор Клименко заявив, що поліція не отримувала таких звернень.
Офіс Генерального прокурора повідомив, що почато кримінальне провадження за фактом смерті Шишова. З місця вбивства поліціянтами було вилучено мобільний телефон та особисті речі Віталія.
Поліція почала провадження за статтею 115 КК України (умисне вбивство), перевіряє версії, включно з убивством, замаскованим під суїцид. Європейські парламентарі вважають, що за вбивством Шишова стоїть режим Лукашенка.

## Резонанс
- Міністри ЄС закликали владу України розслідувати смерть Шишова[17].
- США висловили сподівання на ретельне розслідування смерті Шишова[18][19].
- Прессекретар президента України запевнив, що Зеленський «тримає на контролі» розслідування[20][21].
- Посол Британії в Україні Мелінда Сіммонс закликала якомога швидше розслідувати справу[22].
- Німецька депутатка від «Партії зелених» Віола фон Крамон написала, що ніхто не може почуватися в безпеці, адже Лукашенко вбиває власних громадян[23].
- Литовський євродепутат Петрас Аустревічюс назвав це актом тероризму[24].

## Пам'ять
На місці загибелі Віталія у парку з 5 серпня 2021 року близькі люди та друзі облаштували меморіал, куди люди приносять квіти, прапори й лампадки.

## Поховання
Поховання відбулося 26 вересня 2021 року у Києві.

### Соціальні мережі
- Сторінка «Білоруський дім в Україні» [Архівовано 3 серпня 2021 у Wayback Machine.]// Telegram